# Érase un amor rural
Érase un amor rural (en hangul, 어쩌다 전원일기; RR: Eojjeoda Jeon-won-ilgi ) es una serie de televisión surcoreana dirigida por Kwon Seok-jang y protagonizada por Joy, Choo Young-woo, Baek Seong-cheol y Jung Suk-yong. Se emite por la plataforma Kakao TV desde el 5 hasta el 27 de septiembre de 2022, los lunes, martes y miércoles a las 19:00 horas (KST). También está disponible para algunas zonas del mundo en la plataforma Netflix.

## Sinopsis
Han Ji-yool, un veterinario de Seúl, se traslada a la aldea de Heedong en contra de su voluntad. Aquí conoce a una mujer policía, Ahn Ja-young, un miembro de la ciudad con un secreto, y un hombre del pueblo, Lee Sang-hyun. Han Ji-yool sueña con escapar de la aldea de Heedong lo antes posible.

## Reparto

### Principal
- Joy (Park Soo-young) como Ahn Ja-young, una oficial de policía local que conoce bien el pueblo y su gente, a la que ayuda en todos sus problemas.[4][5]

- Choo Young-woo como Han Ji-yool, un veterinario que viene de Seúl para hacerse cargo temporalmente del hospital veterinario del pueblo dirigido por su abuelo. Ji-yool no está interesado en otras personas ni le gusta la atención de los demás.[6][7]

- Baek Sung-cheol como Lee Sang-hyun, amigo desde la infancia de Ja-young; es un joven agricultor que cultiva melocotoneros en la aldea de Heedong, y además es candidato a ser el próximo alcalde del pueblo.[8][9]

### Secundario

#### Personas cercanas a Han Ji-yool
- Na Chul como Choi Yoon-hyung, socio y amigo de Ji-yool, es un veterinario que dirige la clínica veterinaria en Seúl en la que trabajan ambos.[10]

- Park Ye-ni como Young-sook, enfermera, una profesional meticulosa y precisa en su trabajo.[11]

- Ha Yul-ri como Choi Min, exnovia de Han Ji-yool, veterinaria en el equipo de experimentación animal de una compañía farmacéutica extranjera.[12][13]

- Lee Dong-chan como el abuelo Deok-jin, veterinario.

#### Gente del pueblo de Heedong
- Jung Seok-yong como Hwang Man-sung.

- Baek Ji-won como Choi Se-ryun, presidenta de la asociación de mujeres de Heedong.[14]

- Park Ji-ah como Cha Yeon-hong, secretaria general de la asociación de mujeres de Heedong.[14][15]

- Yoo Yeon como Kyung-ok, una mujer misteriosa de mirada feroz, líder del club de mujeres en Heedong.[16]

- Roh Jae-won como Yoon Geun-mo, oficial de policía en el pueblo de Heedong.[17]

- Kim Young-sun como Mal-geum, el alcalde de Majeong, el pueblo vecino de Heedong.[18]

- Jung Si-yul como Kim Sun-dong.

#### Apariciones especiales
- Kang Hak-soo (ep. 1).

- Lee Dong-yong como el señor Cho (ep. 1).

## Producción
El guion de la serie está basado en la novela web Accidental Country Diary, de Park Ha-min.
En principio, los papeles protagonistas se ofrecieron en agosto de 2021 a Choi Soo-young y Jang Keun-suk, pero un mes después Kakao Entertainment informó del resultado negativo, por lo que las audiciones seguirían adelante. El 26 de mayo de 2022 la productora anunció el nombre definitivo de los dos primeros protagonistas de la serie, Joy y Choo Young-woo, a los que se unió cuatro días después Baek Seong-cheol.
El rodaje se realizó durante el verano de 2022, en condiciones de calor sofocante. El equipo de producción contó con el asesoramiento de veterinarios para filmar las escenas con animales de granja. Todos los accesorios que entraron en contacto con estos se fabricaron expresamente en silicona para garantizar su seguridad.
El 16 de agosto Kakao TV publicó el póster principal de la serie, que se presentó primero con una entrevista en vídeo a los tres personajes principales una semana después, y mediante una conferencia de prensa en línea el 5 de septiembre.

## Banda sonora original
| Parte | Fecha de publicación     | N.º | Título                              | Letra                       | Música                            | Artista        | Duración |
| ----- | ------------------------ | --- | ----------------------------------- | --------------------------- | --------------------------------- | -------------- | -------- |
| 1     | 6 de septiembre de 2022  | 1   | «Missing You»                       | Moon Seong-nam              | Moon Seong-nam (Every Single Day) | Hong Dae-kwang | 3:55     |
| 1     | 6 de septiembre de 2022  | 2   | «Missing You» (inst.)               |                             | Moon Seong-nam (Every Single Day) |                | 3:55     |
| 2     | 13 de septiembre de 2022 | 1   | «Sunset Village»                    | Moon Seong-nam              | Moon Seong-nam (Every Single Day) | O.WHEN         | 4:30     |
| 2     | 13 de septiembre de 2022 | 2   | «Sunset Village» (inst.)            |                             | Moon Seong-nam (Every Single Day) |                | 4:30     |
| 3     | 20 de septiembre de 2022 | 1   | «Come to me» (내게 오면 돼)         | Han Jae-wan, Park Jeong-jun | Han Jae-wan, Park Jeong-jun       | Bora Miyu      | 3:29     |
| 3     | 20 de septiembre de 2022 | 2   | «Come to me» (내게 오면 돼) (inst.) |                             | Han Jae-wan, Park Jeong-jun       |                | 3:29     |
| 4     | 27 de septiembre de 2022 | 1   | «Magic»                             | Moon Seong-nam              | Moon Seong-nam (Every Single Day) | Song Yoo-jin   | 3:23     |
| 4     | 27 de septiembre de 2022 | 2   | «Magic» (inst.)                     |                             | Moon Seong-nam (Every Single Day) |                | 3:23     |
| 5     | 4 de octubre de 2022     | 1   | «My Secret Friend»                  | Moon Seong-nam              | Moon Seong-nam (Every Single Day) | Moon Seong-nam | 4:03     |
| 5     | 4 de octubre de 2022     | 2   | «My Secret Friend» (inst.)          |                             | Moon Seong-nam (Every Single Day) |                | 4:03     |